# Jean-Marc Rozon
Pour les articles homonymes, voir Rozon.
Jean-Marc Rozon, né le 27 septembre 1961 à Sherbrooke, est un skieur acrobatique canadien.
Il est membre de l’équipe nationale de 1980 à 1983 et de 1986 à 1991.

## Biographie
Pionnier du ski acrobatique, il est le leader de la célèbre «Québec Air Force» qui a dominé le circuit de la Coupe du monde dans les années 1980 et 1990. 
Il est membre de l’équipe nationale de 1980 à 1983 et de 1986 à 1991. Au cours de sa carrière, il prend part à 50 épreuves sur le circuit de la Coupe du monde et termine parmi les trois premiers en 25 occasions (13 médailles d’or, 9 médailles d’argent, 3 médailles de bronze) et parmi les dix premiers à 39 reprises. Il remporte le titre de champion de la Coupe du monde en 1986-1987 et en 1987-1988. Il participe aux Jeux olympiques de Calgary en 1988 où le ski acrobatique est un sport en démonstration et récolte la médaille d’or. Au niveau national, Jean-Marc termine premier en saut en 1987 et troisième en 1988. 
Il a contribué de façon significative à l’évolution de son sport, notamment en créant des rampes de saut en milieu aquatique afin de permettre l’entraînement pendant les mois d’été. Il a également été entraîneur de l’équipe canadienne de saut acrobatique de 1998 à 2000, ainsi que consultant pour les équipes norvégienne, suédoise et américaine.
http://www.pantheonsportssherbrooke.com/intronisation-2016/jean-marc-rozon

## Palmarès

### Jeux olympiques d'hiver
| Édition / Discipline | Saut acrobatique |
| Calgary 1988         | Or               |

### Coupe du monde
- 2 petits globe de cristal :
  - Vainqueur du classement sauts en 1987 et 1988.
- 25 podiums dont 13 victoires.